# Willemite
La willemite è un minerale appartenente al genere dei nesosilicati.
Il suo nome è stato imposto in onore di Willem I, re dei Paesi Bassi

## Abito cristallino
Prismatico.

## Origine e giacitura
Il minerale si trova come minerale secondario al cappello dei giacimenti di zinco; altre volte come minerale principale associato a franklinite e zincite.

## Forma in cui si presenta in natura
In cristalli prismatici di vario colore o in masse compatte.

## Caratteristiche fisiche
- Indice di rifrazione[1]:
  - ω = 1,691 - 1,694
  - ε = 1,719 - 1,725

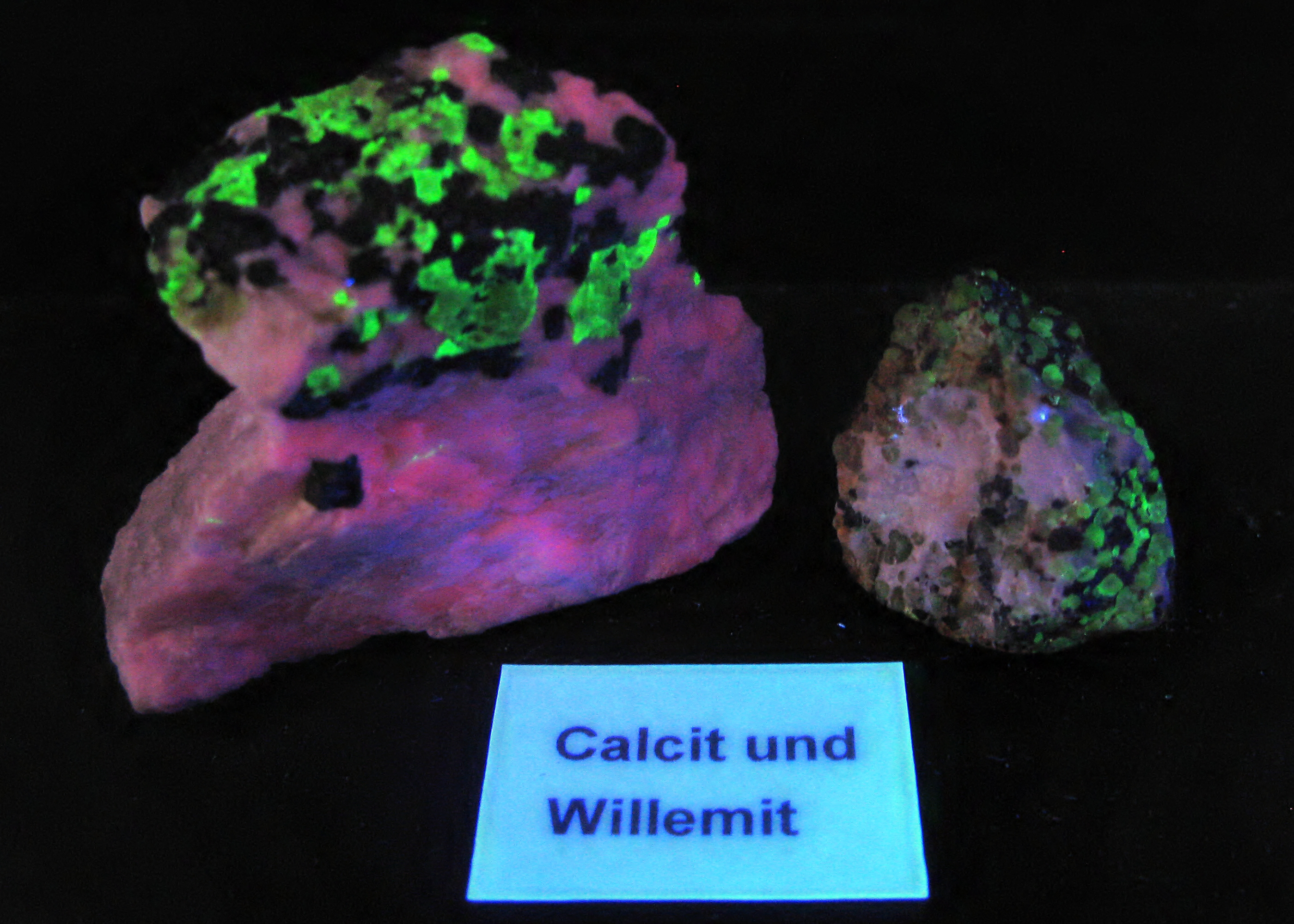
Fluorescenza della willemite

- Il minerale presenta talvolta una fluorescenza giallo-verde[1]
  - Fluorescenza e fosforescenza: ai raggi UV corti e lunghi: verde[2]
- Peso molecolare: 222,86 gm[2]
- Indice di fermioni: 0,03[2]
- Indice di bosoni: 0,87[2]
- Fotoelettricità: 29,98 barn/elettrone[2]
- Massima birifrangenza: δ = 0,028[3]

## Miniere principali
- America. Nei giacimenti di Franklin[4][1] e Sterling Hill nel New Jersey, Tiger nella Pinal Co. e nella miniera Apache presso globe nella Gila Co. in Arizona in masse bluicce trovato insieme a wulfenite e vanadinite.[1]
- Altre miniere. A Tsumeb in Namibia in ammassi aghiformi raggiati incolori, bluicci o gialli,[1] insieme ad altri minerali di zinco a Vieille Montagne in Belgio[4].